# Salomonovi otoki
Salomonovi otoki (angleško Solomon Islands) so suverena država, ki leži na Salomonovem otočju in jo sestavlja šest glavnih otokov in več kot 900 manjših otokov v Oceaniji, vzhodno od Papuanske Nove Gvineje in severozahodno od Vanuatua. Ima površino 28.400 kvadratnih kilometrov in 652.858 prebivalcev. Glavno mesto Honiara je na otoku Guadalcanal. Država je svoje ime dobila po Salomonovem otočju, ki je zbirka melanezijskih otokov, ki vključuje tudi Severno Salomonovo otočje (del Papuanske Nove Gvineje), izključuje pa oddaljene otoke, kot so otoki Santa Cruz ter Rennell in Bellona.
Otočje je bilo naseljeno že med 30.000 in 28.800 pred sedanjostjo, poznejši valovi migrantov, zlasti Kultura Lapiti, pa so mešali in ustvarjali sodobno avtohtono prebivalstvo Salomonovega otočja. Leta 1568 jih je kot prvi Evropejec obiskal španski mornar Álvaro de Mendaña, ki jih je poimenoval Islas Salomón. Mendaña se je vrnil desetletja pozneje, leta 1595, druga španska odprava, ki jo je vodil portugalski mornar Pedro Fernandes de Queirós, je otočje obiskala leta 1606. Britanija je opredelila območje zanimanja za arhipelag Salomonovega otočja junija 1893, ko je kapitan Gibson R. N. iz HMS Curacoa, južne otoke razglasil za britanski protektorat.  Med drugo svetovno vojno so bili v kampanji na Salomonovem otočju (1942–1945) hudi boji med Združenimi državami Amerike, državami Commonwealtha in Japonskim cesarstvom, vključno z bitko pri Guadalcanalu.
Uradno ime takratne britanske uprave je bilo leta 1975 iz Britanski protektorat Salomonovi otoki spremenjeno v Salomonovi otoki, samouprava pa je bila dosežena naslednje leto. Neodvisnost je bila pridobljena leta 1978, ime pa spremenilo v samo Salomonovi otoki (brez določenega člena). Ob neodvisnosti so Salomonovi otoki postali ustavna monarhija. Kraljica je Elizabeta II., ki jo zastopa generalni guverner.